# Västerbroplan

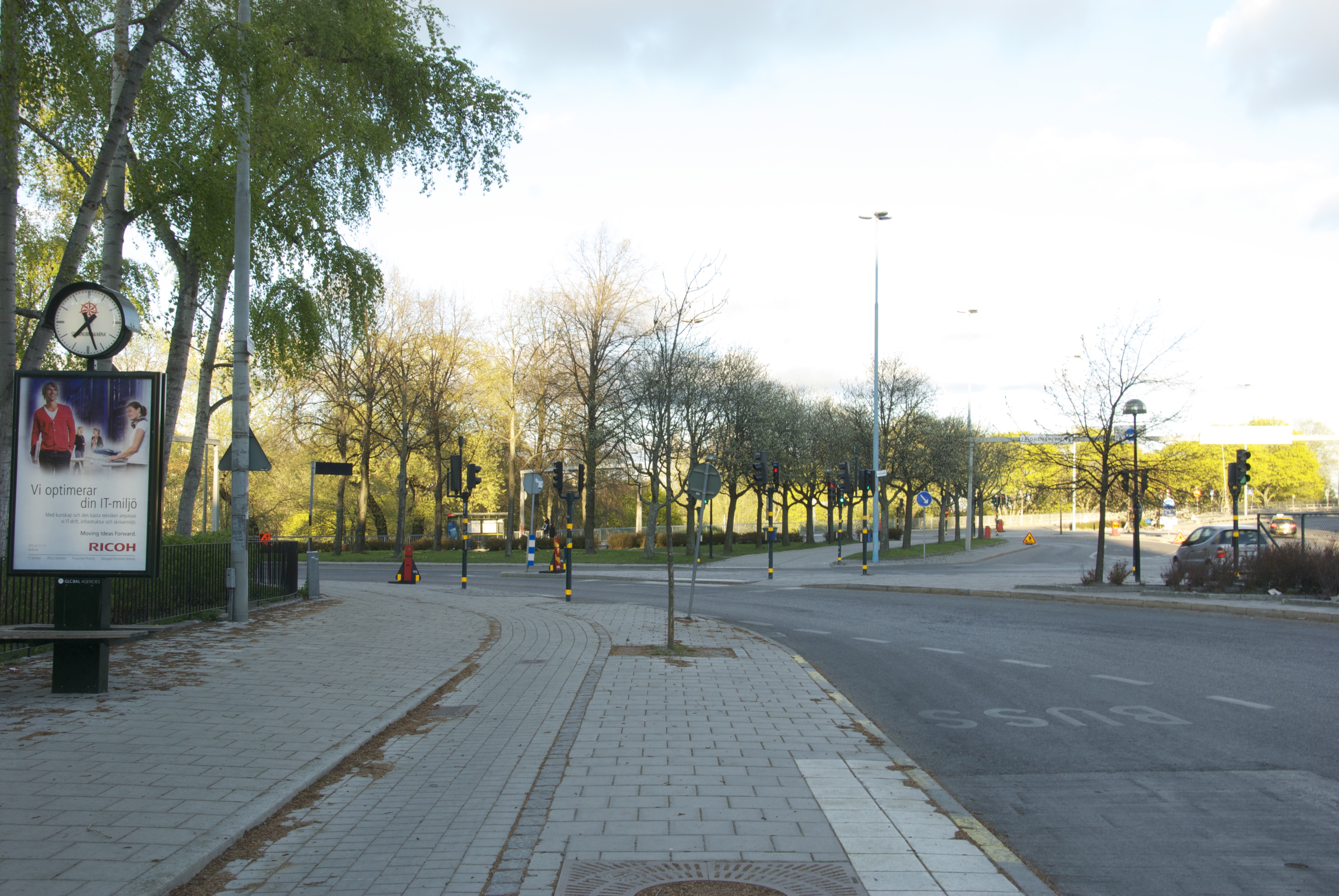
La place en 2011.

La Västerbroplan est une place triangulaire située dans l'île de Kungsholmen à Stockholm. 
Les rues incidentes sont Västerbron, Lilla Västerbron (le pont sur Rålambshovsparken) et Rålambsvägen.

## Bâtiments
Västerbroplan est bordée par la Rålambshovsskolan, le Conseil national de la santé et du bien-être (sv) et les  Archives nationales. 
Elle devait être le lieu de construction d'un gratte-ciel hybride alliant bois, béton et acier. Le projet qui comportait 34 étages était prévu pour 2023.